# Euthysanius blaisdelli
Euthysanius blaisdelli là một loài bọ cánh cứng trong họ Cebrionidae. Loài này được Tanner miêu tả khoa học năm 1926.